# Fortis
Fortis je bankovní, pojišťovací a investiční společnost, která patří mezi 25 největších firem světa.
Firma podniká převážně v zemích Beneluxu (Belgie, Nizozemsko, Lucembursko) a její akcie jsou kótovány na burzách v Bruselu, Amsterdamu a Lucemburku.
Koncem září 2008 se banka Fortis dohodla, že získá od vlád Belgie, Nizozemska a Lucemburska finanční injekci ve výší 11,2 miliardy eur, která má pomoci odvrátit bance hrozbu platební neschopnosti. Každá z uvedených zemí získá podíl 49 % ve příslušné národní divizi banky.
Francouzská banka BNP Paribas se 5. října 2008 dohodla se zástupci vlád Belgie a Lucemburska o převzetí 75 procent banky Fortis, jehož kolapsu krátce před tím zabránily svým zásahem vlády Belgie, Lucemburska a Nizozemska.
Za finanční injekci do banky získaly vlády nadpoloviční podíl akcií banky a zbytek chtěly odkoupit a následně privatizovat.
Banka se měla rozdělit na dva na sobě nezávislé ústavy. Jednu část měla být prodána BNP Paribas, o druhá nizozemské vlády. Ale transakce mohla proběhnout pouze pokud by se stávající akcionáři banky vzdali svých podílů ve prospěch belgické vlády.
Bruselský soud však trval na schválení záměru valnou hromadou, ale akcionáři však návrh na mimořádné valné hromadě těsnou většinou odmítli.